# Cieślin (województwo mazowieckie)
Cieślin – wieś w Polsce położona w województwie mazowieckim, w powiecie sierpeckim, w gminie Mochowo. Ma status sołectwa. Leży nad Skrwą.
W latach 1975–1998 miejscowość administracyjnie należała do województwa płockiego. 1 stycznia 2003 będące dotychczasowymi częściami wsi Cieślin-Dołek i Cieślin-Górka zostały zlikwidowane jako osobne miejscowości.